# Финансовая репрессия
Финансовая репрессия — политика государства, направленная на перераспределение денежных средств в пользу государственного бюджета путём регулирования финансового сектора. Экономисты относят к финансовой репрессии политические меры: законы, инструкции, неофициальные указания, которые искажают стоимость денег. Репрессия представляет собой скрытый налог и ограничивает возможности банков по извлечению дохода (делает невозможной «полную реализацию потенциала финансового посредничества»). Термин был введён в 1973 году Э. С. Шоу (англ. Edward S. Shaw) и Р. И. Маккинноном с целью заклеймить политику, сдерживающую по их мнению рост развивающихся рынков. Несмотря на негативный взгляд этих экономистов, финансовая репрессия является популярным приёмом, что объясняется несколькими причинами:
- Контрциклическая экономическая политика последних десятилетий привела к большому дефициту государственных бюджетов. Повышение налогов наталкивается на «асимметрию финансовой информации» (население может успешно скрывать доходы), финансовая репрессия оказывается проще для администрирования.
- Как и любое государственное регулирование, финансовая репрессия назначает выигрывающих и проигрывающих в экономическом плане. Слабое правительство с помощью репрессии может поддержать выгодные ему группы интересов (например, банки-кредиторы государства).
- Ещё одним преимуществом репрессии является её простота и эффективность. Например, принудительное размещение накопленных средств пенсионного фонда в государственных облигациях является прямолинейным способом конфискации накопленного богатства населения.
- «Невидимость» финансовой репрессии делает её привлекательной в глазах популистов: непосредственное налогообложение физических лиц непопулярно, а непрямые налоги на банки среднего человека не интересуют.

Типичными инструментами репрессии являются:
- высокие нормы резервирования;
- ограничение процентных ставок и объёма кредитов;
- целевые кредиты в соответствии с национальными приоритетами;
- нормирование портфелей (например, фиксирование коэффициента ликвидности);
- обязательные закупки государственных облигаций;
- валютный контроль.